# Tour des Sorcières (Châtenois)
Pour les articles homonymes, voir Tour des Sorcières.
La tour des Sorcières est un monument historique situé à Châtenois, dans le département français du Bas-Rhin. C'est une des entrées du Château de Châtenois

## Localisation
Ce bâtiment est situé rue de l'église à Châtenois.

## Historique
L'édifice fait l'objet d'une inscription au titre des monuments historiques depuis 1932.
Le nom « Tour des Sorcières » vient de la tour située à l’actuelle montée de l’église détruite en 1927 et qui servait de cachot aux personnes accusées de sorcellerie 